# Coppa Libertadores 1985
L'edizione 1985 della Coppa Libertadores vide la vittoria dell'Argentinos Juniors.

## Prima fase

### Gruppo 1
| Squadra            | Pti | G | V | N | P | GF | GS | DR |
| ------------------ | --- | - | - | - | - | -- | -- | -- |
| Argentinos Juniors | 9   | 6 | 4 | 1 | 1 | 9  | 5  | +4 |
| Ferro Carril Oeste | 9   | 6 | 4 | 1 | 1 | 7  | 3  | +4 |
| Fluminense         | 4   | 6 | 1 | 2 | 3 | 3  | 6  | -3 |
| Vasco da Gama      | 2   | 6 | 0 | 2 | 4 | 6  | 11 | -5 |

| 23 luglio 1985     |     |                    |                |
| Fluminense         | 3–3 | Vasco da Gama      | Rio de Janeiro |
| 25 luglio 1985     |     |                    |                |
| Argentinos Juniors | 0–1 | Ferro Carril Oeste | Buenos Aires   |
| 2 agosto 1985      |     |                    |                |
| Vasco da Gama      | 1–2 | Argentinos Juniors | Rio de Janeiro |
| 5 agosto 1985      |     |                    |                |
| Fluminense         | 0–1 | Argentinos Juniors | Rio de Janeiro |
| 6 agosto 1985      |     |                    |                |
| Ferro Carril Oeste | 2–0 | Vasco da Gama      | Buenos Aires   |
| 9 agosto 1985      |     |                    |                |
| Argentinos Juniors | 2–2 | Vasco da Gama      | Buenos Aires   |
| 15 agosto 1985     |     |                    |                |
| Vasco da Gama      | 0–0 | Fluminense         | Rio de Janeiro |
| Ferro Carril Oeste | 1–3 | Argentinos Juniors | Buenos Aires   |
| 20 agosto 1985     |     |                    |                |
| Ferro Carril Oeste | 1–0 | Fluminense         | Buenos Aires   |
| 23 agosto 1985     |     |                    |                |
| Argentinos Juniors | 1–0 | Fluminense         | Buenos Aires   |
| 27 agosto 1985     |     |                    |                |
| Fluminense         | 0–0 | Ferro Carril Oeste | Rio de Janeiro |
| 30 agosto 1985     |     |                    |                |
| Vasco da Gama      | 0–2 | Ferro Carril Oeste | Rio de Janeiro |

Spareggio 1º posto
| Data         | Sede         | Squadra 1          | Risultato | Squadra 2          |
| ------------ | ------------ | ------------------ | --------- | ------------------ |
| 11 settembre | Buenos Aires | Argentinos Juniors | 3 - 1     | Ferro Carril Oeste |

### Gruppo 2
| Squadra           | Pti | G | V | N | P | GF | GS | DR  |
| ----------------- | --- | - | - | - | - | -- | -- | --- |
| Blooming          | 11  | 6 | 5 | 1 | 0 | 20 | 4  | +16 |
| Oriente Petrolero | 8   | 6 | 3 | 2 | 1 | 11 | 6  | +5  |
| Deportivo Táchira | 4   | 6 | 1 | 2 | 3 | 9  | 12 | -3  |
| Deportivo Italia  | 1   | 6 | 0 | 1 | 5 | 2  | 20 | -18 |

| 10 marzo 1985     |     |                   |               |
| Deportivo Táchira | 0–0 | Deportivo Italia  | San Cristóbal |
| 12 marzo 1985     |     |                   |               |
| Blooming          | 1–1 | Oriente Petrolero | Santa Cruz    |
| 17 marzo 1985     |     |                   |               |
| Deportivo Táchira | 1–1 | Oriente Petrolero | San Cristóbal |
| Deportivo Italia  | 0–3 | Blooming          | Caracas       |
| 21 marzo 1985     |     |                   |               |
| Deportivo Italia  | 0–3 | Oriente Petrolero | Caracas       |
| Deportiva Táchira | 0–1 | Blooming          | San Cristóbal |
| 24 marzo 1985     |     |                   |               |
| Deportivo Italia  | 1–3 | Deportivo Táchira | Caracas       |
| 28 marzo 1985     |     |                   |               |
| Oriente Petrolero | 0–1 | Blooming          | Santa Cruz    |
| 4 aprile 1985     |     |                   |               |
| Oriente Petrolero | 3–1 | Deportivo Italia  | Santa Cruz    |
| 7 aprile 1985     |     |                   |               |
| Blooming          | 8–0 | Deportivo Italia  | Santa Cruz    |
| 11 aprile 1985    |     |                   |               |
| Oriente Petrolero | 3–2 | Deportivo Táchira | Santa Cruz    |
| 14 aprile 1985    |     |                   |               |
| Blooming          | 6–3 | Deportivo Táchira | Santa Cruz    |

### Gruppo 3
| Squadra         | Pti | G | V | N | P | GF | GS | DR |
| --------------- | --- | - | - | - | - | -- | -- | -- |
| América de Cali | 8   | 6 | 2 | 4 | 0 | 5  | 2  | +3 |
| Cerro Porteño   | 7   | 6 | 2 | 3 | 1 | 5  | 3  | +2 |
| Millonarios     | 5   | 6 | 1 | 3 | 2 | 5  | 5  | +0 |
| Guarani         | 4   | 6 | 1 | 2 | 3 | 6  | 11 | -5 |

| 3 marzo 1985    |     |                 |          |
| Guaraní         | 0–0 | Cerro Porteño   | Asunción |
| 6 marzo 1985    |     |                 |          |
| América de Cali | 0–0 | Millonarios     | Cali     |
| 12 marzo 1985   |     |                 |          |
| Guaraní         | 2–0 | Millonarios     | Asunción |
| 14 marzo 1985   |     |                 |          |
| Cerro Porteño   | 0–0 | Millonarios     | Asunción |
| 19 marzo 1985   |     |                 |          |
| Cerro Porteño   | 0–0 | América de Cali | Asunción |
| 21 marzo 1985   |     |                 |          |
| Guaraní         | 1–1 | América de Cali | Asunción |
| 27 marzo 1985   |     |                 |          |
| Cerro Porteño   | 3–1 | Guaraní         | Asunción |
| Millonarios     | 0–0 | América de Cali | Bogotà   |
| 31 marzo 1985   |     |                 |          |
| América de Cali | 2–0 | Cerro Porteño   | Cali     |
| Millonarios     | 5–1 | Guaraní         | Bogotà   |
| 3 aprile 1985   |     |                 |          |
| América de Cali | 2–1 | Guaraní         | Cali     |
| Millonarios     | 0–2 | Cerro Porteño   | Bogotà   |

### Gruppo 4
| Squadra     | Pti | G | V | N | P | GF | GS | DR |
| ----------- | --- | - | - | - | - | -- | -- | -- |
| Peñarol     | 11  | 6 | 5 | 1 | 0 | 10 | 3  | +7 |
| Colo-Colo   | 6   | 6 | 3 | 0 | 3 | 10 | 8  | +2 |
| Magallanes  | 5   | 6 | 2 | 1 | 3 | 5  | 8  | -3 |
| Bella Vista | 2   | 6 | 1 | 0 | 5 | 3  | 9  | -6 |

| 23 aprile 1985 |     |             |            |
| Peñarol        | 1–0 | Bella Vista | Montevideo |
| 24 aprile 1985 |     |             |            |
| Colo Colo      | 2–0 | Magallanes  | Santiago   |
| 30 aprile 1985 |     |             |            |
| Magallanes     | 1–1 | Peñarol     | Santiago   |
| Colo Colo      | 2–0 | Bella Vista | Santiago   |
| 3 maggio 1985  |     |             |            |
| Magallanes     | 2–1 | Bella Vista | Santiago   |
| Colo Colo      | 1–2 | Peñarol     | Santiago   |
| 15 maggio 1985 |     |             |            |
| Bella Vista    | 0–2 | Peñarol     | Montevideo |
| 18 maggio 1985 |     |             |            |
| Magallanes     | 1–3 | Colo Colo   | Santiago   |
| 21 maggio 1985 |     |             |            |
| Bella Vista    | 0–1 | Magallanes  | Montevideo |
| 24 maggio 1985 |     |             |            |
| Peñarol        | 1–0 | Magallanes  | Montevideo |
| 28 maggio 1985 |     |             |            |
| Bella Vista    | 2–1 | Colo Colo   | Montevideo |
| 31 maggio 1985 |     |             |            |
| Peñarol        | 3–1 | Colo Colo   | Montevideo |

### Gruppo 5
| Squadra          | Pti | G | V | N | P | GF | GS | DR  |
| ---------------- | --- | - | - | - | - | -- | -- | --- |
| El Nacional      | 11  | 6 | 5 | 1 | 0 | 13 | 4  | +9  |
| Universitario    | 5   | 5 | 2 | 1 | 2 | 8  | 6  | +2  |
| Nueve de Octubre | 4   | 4 | 2 | 0 | 2 | 6  | 4  | +2  |
| Sport Boys       | 0   | 5 | 0 | 0 | 5 | 1  | 14 | -13 |

| 15 maggio 1985 |     |               |           |
| Sport Boys     | 0–2 | Universitario | Lima      |
| 23 giugno 1985 |     |               |           |
| El Nacional    | 3–1 | 9 de Octubre  | Quito     |
| 7 luglio 1985  |     |               |           |
| El Nacional    | 2–0 | Sport Boys    | Quito     |
| 9 de Octubre   | 1–0 | Universitario | Guayaquil |
| 13 luglio 1985 |     |               |           |
| 9 de Octubre   | 4–0 | Sport Boys    | Milagro   |
| 14 luglio 1985 |     |               |           |
| El Nacional    | 4–1 | Universitario | Quito     |
| 19 luglio 1985 |     |               |           |
| 9 de Octubre   | 0–1 | El Nacional   | Milagro   |
| Universitario  | 4–0 | Sport Boys    | Lima      |
| 31 luglio 1985 |     |               |           |
| Sport Boys     | 1–2 | El Nacional   | Lima      |
| 2 agosto 1985  |     |               |           |
| Universitario  | 1–1 | El Nacional   | Lima      |

*: Le partite Universitario (Perú) vs. 9 de Octubre (Ecuador) e Sport Boys (Perú) vs. 9 de Octubre (Ecuador), che si dovevano disputare il 6 e il 10 agosto, non vennero disputate per comune accordo tra i club e la CONMEBOL.

## Seconda fase

### Gruppo 1
| Squadra            | Pti | G | V | N | P | GF | GS | DR |
| ------------------ | --- | - | - | - | - | -- | -- | -- |
| Argentinos Juniors | 6   | 4 | 2 | 2 | 0 | 6  | 4  | +2 |
| Independiente      | 4   | 4 | 1 | 2 | 1 | 6  | 5  | +1 |
| Blooming           | 2   | 4 | 0 | 2 | 2 | 2  | 5  | -3 |

| 16 settembre 1985  |     |                    |              |
| Argentinos Juniors | 2–2 | Independiente      | Buenos Aires |
| 19 settembre 1985  |     |                    |              |
| Blooming           | 1–1 | Argentinos Juniors | Santa Cruz   |
| 26 settembre 1985  |     |                    |              |
| Blooming           | 1–1 | Independiente      | Santa Cruz   |
| 1º ottobre 1985    |     |                    |              |
| Argentinos Juniors | 1–0 | Blooming           | Buenos Aires |
| 4 ottobre 1985     |     |                    |              |
| Independiente      | 2–0 | Blooming           | Avellaneda   |
| 10 ottobre 1985    |     |                    |              |
| Independiente      | 1–2 | Argentinos Juniors | Avellaneda   |

### Gruppo 2
| Squadra         | Pti | G | V | N | P | GF | GS | DR |
| --------------- | --- | - | - | - | - | -- | -- | -- |
| América de Cali | 5   | 4 | 2 | 1 | 1 | 10 | 3  | +7 |
| El Nacional     | 4   | 4 | 2 | 0 | 2 | 4  | 7  | -3 |
| Peñarol         | 3   | 4 | 1 | 1 | 2 | 3  | 7  | -4 |

| 19 settembre 1985 |     |                 |            |
| Peñarol           | 1–1 | América de Cali | Montevideo |
| 22 settembre 1985 |     |                 |            |
| El Nacional       | 2–0 | América de Cali | Quito      |
| 25 settembre 1985 |     |                 |            |
| Peñarol           | 2–0 | El Nacional     | Montevideo |
| 29 settembre 1985 |     |                 |            |
| América de Cali   | 4–0 | Peñarol         | Cali       |
| 2 ottobre 1985    |     |                 |            |
| El Nacional       | 2–0 | Peñarol         | Quito      |
| 6 ottobre 1985    |     |                 |            |
| América de Cali   | 5–0 | El Nacional     | Cali       |

## Finale

### Squadre
- Enrique Vidallé
- Carmelo Villalba
- José Luis Pavoni
- Jorge Pellegrini
- Adrián Domenech
- Miguel Lemme
- Carlos Mayor
- Emilio Commisso
- Jorge Olguín
- Sergio Batista
- Renato Corsi
- Mario Videla
- Juan José López
- Claudio Borghi
- Armando Dely Valdés
- Carlos Ereros

Allenatore:  José Yudica
- Julio César Falcioni
- Hugo Valencia
- Henry Viáfara
- Jorge Porras
- Gonzalo Soto
- Hernán Darío Herrera
- Gabriel Chaparro
- Juan Pengos
- Alexander Escobar
- Gerardo González Aquino
- Pedro Sarmiento
- Juan Manuel Battaglia
- Antony de Ávila
- Ricardo Gareca
- Willington Ortiz
- Roberto Cabañas

Allenatore:  Gabriel Ochoa Uribe

### Andata
| Buenos Aires 17 ottobre 1985                   | Argentinos Juniors | 1 – 0 | América de Cali |  |
| \| \| \| \| \| Commisso 40’ \| Marcatori \| \| |                    |       |                 |  |
|                                                |                    |       |                 |  |
| Commisso 40’                                   | Marcatori          |       |                 |  |

### Ritorno
| Cali 22 ottobre 1985                       | América de Cali | 1 – 0 | Argentinos Juniors |  |
| \| \| \| \| \| Ortiz 4’ \| Marcatori \| \| |                 |       |                    |  |
|                                            |                 |       |                    |  |
| Ortiz 4’                                   | Marcatori       |       |                    |  |

### Spareggio
| Asunción 24 ottobre 1985 | América de Cali      | 1 – 1                               | Argentinos Juniors |  |
| \| \| \| \| \| Gareca 42’ \| Marcatori \| 37’ Commisso \| \| Gareca Soto Herrera Cabañas de Ávila \| Tiri di rigore 4 – 5 \| Olguín Batista Pavoni Borghi Videla \| |                      |                                     |                    |  |
| |                      |                                     |                    |  |
| Gareca 42’ | Marcatori            | 37’ Commisso                        |                    |  |
| Gareca Soto Herrera Cabañas de Ávila | Tiri di rigore 4 – 5 | Olguín Batista Pavoni Borghi Videla |                    |  |

| Argentina                   |
| Campione Argentinos Juniors |

## Capocannoniere
| Giocatore           | Squadra      | Gol |
| ------------------- | ------------ | --- |
| Juan Carlos Sánchez | Blooming !11 |     |